# Axel (zanger)
Axel Patricio Fernando Witteveen (Buenos Aires, 1 januari 1977), ook wel kortweg Axel genoemd, is een Argentijns zanger, artiest, singer-songwriter en gitarist. Zijn vader is van Belgische afkomst.

## Discografie
- La clave para conquistarte (1999)
- Mi forma de amar (2001)
- Amo (2003)
- Hoy (2005)
- Universo (2008)
- Un nuevo sol (2011)